# Victorino de la Plaza
Victorino de la Plaza Silva (Cachi, Salta, 2 de novembro de 1840 — Buenos Aires, 2 de outubro de 1919) foi presidente da Argentina depois da morte de Roque Sáenz Peña em 9 de agosto de 1914, do qual era vice-presidente, até completar o mandato deste em 12 de outubro de 1916. Teve a missão de presidir as primeiras eleições livres do país ocorridas após a promulgação da Lei Sáenz Peña.
A reforma eleitoral iniciada por Sáenz Peña inicia um processo eleitoral democrático, com oposição dos conservadores, mas la Plaza não cede às pressões e convoca eleições dentro da mais estrita legalidade. Os comícios de 1916 levam a cabo embates políticos que tentam envolver o presidente. Sua neutralidade no processo eleitoral foi um importante fator no processo democrático. Ao final das eleições, sai vitorioso Hipólito Yrigoyen da União Cívica Radical.